# 吉瓦卡省
吉瓦卡省是巴布亞紐幾內亞的高地省份之一，省會位於庫魯穆爾（Kurumul）。吉瓦卡省占地4798平方公里，2011年人口普查時共有343,987位居民（2000年的人口普查則為185,641 人）。吉瓦卡省於2012年5月17日 正式由西高地省分出，並下轄三個區。全巴布亞新幾內亞最高的山－威廉峰，即位於吉瓦卡省。